# Cryptoparachtes fedotovi
Cryptoparachtes fedotovi är en spindelart som först beskrevs av Dmitry Evstratievich Kharitonov 1956.  Cryptoparachtes fedotovi ingår i släktet Cryptoparachtes och familjen ringögonspindlar. Inga underarter finns listade i Catalogue of Life.